# Hautecour (Saboia)
Hautecour é uma comuna francesa na região administrativa de Auvérnia-Ródano-Alpes, no departamento de Saboia. Estende-se por uma área de 11,65 km². Em 2010 a comuna tinha 313 habitantes (densidade: 26,9 hab./km²).